# 黃宗樂
黃宗樂（1942年5月5日—），台灣彰化縣人，法學家，專長為民法。曾任輔仁大學法律學系副教授、教授、法律學系系主任暨研究所所長、國立臺灣大學法律學系暨研究所教授。

## 著作
- 鄭玉波著；黃宗樂修訂. . 三民書局. 2010年4月. ISBN 978-957-14-5330-9.
- 陳棋炎、黃宗樂、郭振恭合著. . 三民書局. 2011年9月. ISBN 978-957-14-5561-7.
- 陳棋炎、黃宗樂、郭振恭合著. . 三民書局. 2011年9月. ISBN 978-957-14-6048-2.
- 民法概要（鄭玉波著；黃宗樂修訂/東大/2006年6月）
- 民法物權（鄭玉波著；黃宗樂修訂/十四版/三民書局/2006年5月）
- 模範新六法：民事法篇（修訂二版/保成/2006年3月）